# Concorde Courier
Concorde Courier este o companie care prestează servicii de curierat local și intern în România.
Este deținută de omul de afaceri Duțu Radu Victorino.
Cifra de afaceri în 2006: 2,1 milioane euro